# Corneille Brelle
Corneille Brelle, właśc. Jean-Baptiste-Joseph Brelle (ur. 18 sierpnia 1754 w Douai, zm. 22 lipca 1819 w Cap-Haïtien) – francuski duchowny, kapucyn, prefekt apostolski Cap-Français w latach 1802-1804, arcybiskup Haiti w latach 1804-1819

## Życiorys
Z pochodzenia Bretończyk. W 1774 r. wstąpił do nowicjatu Zakon Braci Mniejszych Kapucynów, a w 1775 roku złożył śluby zakonne i przyjął święcenia kapłańskie.
Od 1787 r. uczestniczył w misji kapucyńskiej na północy francuskiej kolonii Saint-Domingue. W czasie rewolucji haitańskiej przyłączył się do armii murzyńskiej. Był kapelanem generała Toussaint L’Ouverture’a. Nie przyjął Konstytucji Cywilnej Kleru, a także w 1801 r. nie uznał postanowień władz kościelnych Republiki Francji i nie przeszedł pod jurysdykcję przybyłego z Europy, biskupa konstytucyjnego Guillaume’a Mauviela.
W 1802 r. po zawarciu konkordatu między Francją a Stolicą Apostolską został mianowany przez francuskiego generała Charles’a Leclerca prefektem apostolskim Cap-Français. Wybór ten został zaaprobowany przez Stolicę Apostolską.
Po wycofaniu się wojsk francuskich w 1804 r. pozostał w Cesarstwie Haiti. Brał udział w życiu politycznym państwa. Zgodził się przyjąć postanowienia konstytucji haitańskich z 1804 r. i 1805 r. o supremacji monarchy nad Kościołem co oznaczało zerwanie przez prefekturę apostolską Cap-Français jedności ze Stolicą Apostolską i początek tzw. schizmy haitańskiej.
7 października 1804 r. przyjął od cesarza Jeana-Jacques’a Dessalines’a godność arcybiskupa Haiti, a następnie 8 października 1804 r. przewodniczył uroczystościom jego intronizacji.
Po 1806 r. Corneille Brelle poparł haitańskiego generała Henriego Christophe’a w jego walce o władze po śmierci cesarza Jacques’a I Dessalinesa. W 1807 r. był jednym z sygnatariuszy konstytucji utworzonego na północnym wschodzie wyspy Państwa Haiti. W 1811 r. był jednym sygnatariuszy konstytucji Królestwa Haiti.
Po proklamowaniu Królestwa Haiti został mianowany przez króla Henriego I Christophe’a kardynałem-arcybiskupem Haiti, wielkim jałmużnikiem i księciem de l'Anse. Jego nominacji biskupiej oraz tytułu kardynalskiego nigdy nie uznała Stolica Apostolska.
2 czerwca 1811 r. Corneille Brelle dokonał uroczystej koronacji Henriego I Christophe’a na króla Haiti. W latach 1811–1819 odgrywał ważną rolę w państwie. Posiadał znaczne wpływy. Jego intrygi i ingerencja w politykę Królestwa spowodowały, że w 1819 r. został aresztowany przez zwolenników republiki.
Zmarł w 1819 r. w więzieniu z powodu zespołu zamknięcia.